# Тетрастаннид иридия
Тетрастаннид иридия — бинарное неорганическое соединение
олова и иридия
с формулой IrSn4,
кристаллы.

## Получение
- Сплавление стехиометрических количеств чистых веществ:

{\displaystyle {\mathsf {4Sn+Ir\ {\xrightarrow {800-900^{o}C}}\ IrSn_{4}}}}

## Физические свойства
Тетрастаннид иридия образует кристаллы нескольких модификаций:
- α-IrSn4, тригональная сингония, пространственная группа P 3121, параметры ячейки a = 0,6791 нм, c = 0,8575 нм, Z = 3 [1];
- β-IrSn4, тетрагональная сингония, пространственная группа I 41/acd, параметры ячейки a = 0,63096 нм, c = 2,2770 нм, Z = 8 [2];
- ромбическая модификация, параметры ячейки a = 0,6274 нм, b = 0,6337 нм, c = 1,1352 нм, Z = 4, получена при давлении 6 ГПа и температуре 900-1100°С [3].